# Le Reflux
Le Reflux est un film français réalisé par Paul Gégauff, sorti en 1962.

## Synopsis
Trois aventuriers cherchent à quitter Papeete où ils sont sans ressources. Profitant de l'expérience de marin de l'un d'eux, ils ont l'occasion de prendre la responsabilité du convoyage d'une cargaison sur un navire dont l'équipage a été décimé par la maladie. Leurs relations vont dès lors se dégrader.

## Fiche technique
- Titre : Le Reflux
- Réalisation : Paul Gégauff
- Collaboration technique : Jacques Poitrenaud
- Scénario et dialogues : Paul Gégauff, d'après le roman de Robert-Louis Stevenson
- Photographie : Henri Raichi, Guy Suzuki
- Son : Max Olivier
- Musique : Jean Marion
- Décors : Sydney Bettex
- Montage : Georges Arnstam, Christiane Méry
- Sociétés de production : Comacico - Supra Films
- Pays de production :  France
- Durée : 77 minutes
- Date de sortie : 
  - France : 1962

## Distribution
- Franco Fabrizi
- Serge Marquand
- Roger Vadim
- Michel Subor
- Jean Blancheur